# Pachydissus sericus
Pachydissus sericus är en skalbaggsart som beskrevs av Newman 1838. Pachydissus sericus ingår i släktet Pachydissus och familjen långhorningar. Inga underarter finns listade i Catalogue of Life.